# Хань (шаньюй)
Хань (кит. упр. 汗, пиньинь Hàn, тронное имя Ифаюйлюйди кит. трад. 伊伐於慮鞮, упр. 伊伐于虑鞮, пиньинь Yīfá Yúlǜ Dī) — шаньюй хунну с 56 года по 59 год.
Сын Учжулю, брат Хуханье II и Мо.

## Правление
Взошёл на трон в 57 году. В 59 году принял князя Хэюйсю с 1000 человек. В 59 скончался. На престол возведён племянник Ди.